# Zahaleči
Zahaleči (anglicky The Iddle Class) je americký němý film z roku 1921. Snímek režíroval Charlie Chaplin a zahrál si i hlavní dvojroli, kromě tradiční role Tuláka ztvárnil též věčně opilého milionáře. Právě záměna těchto dvou postav je ústředním komickým motivem filmu.
Natáčení filmu trvalo necelých pět měsíců a neprovázely ho žádné závažné problémy, na rozdíl od většiny ostatních Chaplinových filmů. Postavu opilého milionáře v malé obměně pak režisér použil o deset let později v jednom ze svých nejslavnějších filmů Světla velkoměsta.

## Děj
Do letoviska na Floridě přijíždějí vlakem bohatí turisté; z vlaku vystupuje i Tulák, ten však cestoval v zavazadlovém prostoru. Hned u nádraží svým vzbudí pozornost hlídkujícího strážníka, když se pokouší nasednout na zadní kufr odjíždějícího auta, které míří z nádraží k jednomu z hotelů. V autě jede žena z vyšší společenské vrstvy, která přijíždí za svým manželem.
Ten již čeká v hotelu a je viditelně posilněn alkoholem. Když se chystá jít přivítat svou ženu do recepce, tak si dává velmi záležet na své švihácké garderobě, ale zapomene si vzít kalhoty. To zjistí až dole v recepci a následuje komická situace, když se ukrývá v telefonní budce a posléze se snaží dostat do svého pokoje v podřepu a schován za novinami. Nakonec je donucen skočit do postele ve svém otevřeném pokoji a schovat své holé nohy pod peřinou. Jeho manželka Edna, která zrovna přijela, je svědkem závěru této eskapády a napíše mu vzkaz, že dokud neskoncuje s pitím, tak se ubytuje v jiném pokoji.

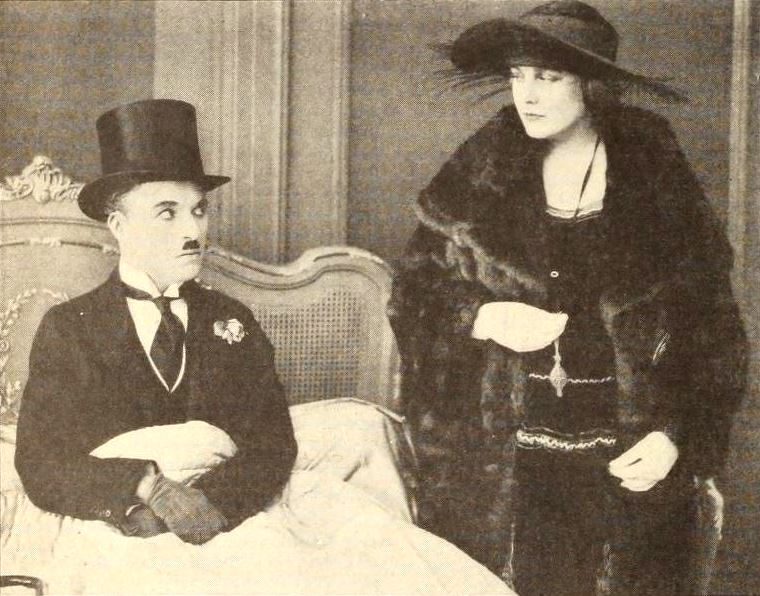
Charlie Chaplin a Edna Purviance jako manželský pár

Tulák se mezitím přesunul na golfové hřiště, ale nemá míček, tak se ho snaží různými vychytralými triky uzmout ostatním hráčům. To je zdrojem mnoha groteskních honiček a potyček, ze kterých však Tulák vyvázne bez úhony. Nakonec jej hra zavede na samý okraj hřiště, kde po cestě projíždí Edna na koni. Tuláka půvabná žena velmi zaujme a v duchu si představuje, jak se s ní sblíží a poté i ožení.
Tentýž den večer je v hotelu uspořádán maškarní bál. Oblečen do kostýmu rytířského brnění se k účasti chystá i opuštěný manžel. Doufá, že se tam setká s Ednou; ta mu poslala vzkaz, že ho na plese očekává a že je ochotna se smířit. Muž si před odchodem na ples ještě nalije skleničku na kuráž, ale napít se už nestačí, protože si přiklopí hledí u helmy a přes veškerou snahu ho nemůže odklopit. 
Tulák se vrací z golfu a unaven dosedá na lavičku v parku vedle neznámého muže. Ten je vzápětí okraden kapesním zlodějem a za pachatele je omylem považován Tulák. Přivolaný policista ho honí po parku a Tulák se v tísni vměstná mezi hosty, kteří přijíždějí na maškarní bál. Dovnitř je bez problémů vpuštěn, pořadatelé totiž považují jeho ošuntělý oděv za maškarní kostým.
Tuláka všichni považují za Ednina manžela, jsou si totiž k nerozeznání podobni. Usedá vedle své domnělé manželky a její smiřování považuje za projev přízně. Je z této situace poněkud zmaten, ale zároveň ho těší zájem ženy, na kterou to odpoledne zamilovaně hleděl a která se zdála tak nepřístupná. V tom však přichází na scénu pravý manžel v brnění, a když uvidí soka, tak nastane hromadná bitka. Do té se zapojí i Ednin otec, který Tulákovo přiznání, že není Edniným manželem považuje za urážku.
Nakonec se vše vysvětlí, po mnoha peripetích se podaří pomocí otvírače na konzervy odkrýt zaseknuté hledí a všichni si uvědomí, k jakému došlo omylu. Edna nabádá manžela i otce, že by se měli tomu neznámému muži omluvit. Tulák už je ale zpátky na ulici v důvěrně znamém prostředí. Ví dobře, že mezi vrstvu lidí, kam ho náhoda omylem zavála, prostě nepatří...

## Herecké obsazení
| Charlie Chaplin  | Tulák / milionář                       |
| Edna Purviance   | milionářova manželka                   |
| Mack Swain       | její otec                              |
| Henry Bergman    | spící Hobo / host v policejní uniformě |
| Al Ernest Garcia | policista v parku / host               |
| John Rand        | golfista / host                        |